# Tetradium austrosinense
Tetradium austrosinense är en vinruteväxtart som först beskrevs av Hand.-mazz., och fick sitt nu gällande namn av Thomas Gordon Hartley. Tetradium austrosinense ingår i släktet falskt korkträd (släktet), och familjen vinruteväxter. Inga underarter finns listade i Catalogue of Life.